# Willi Baumeister (Bildhauer)

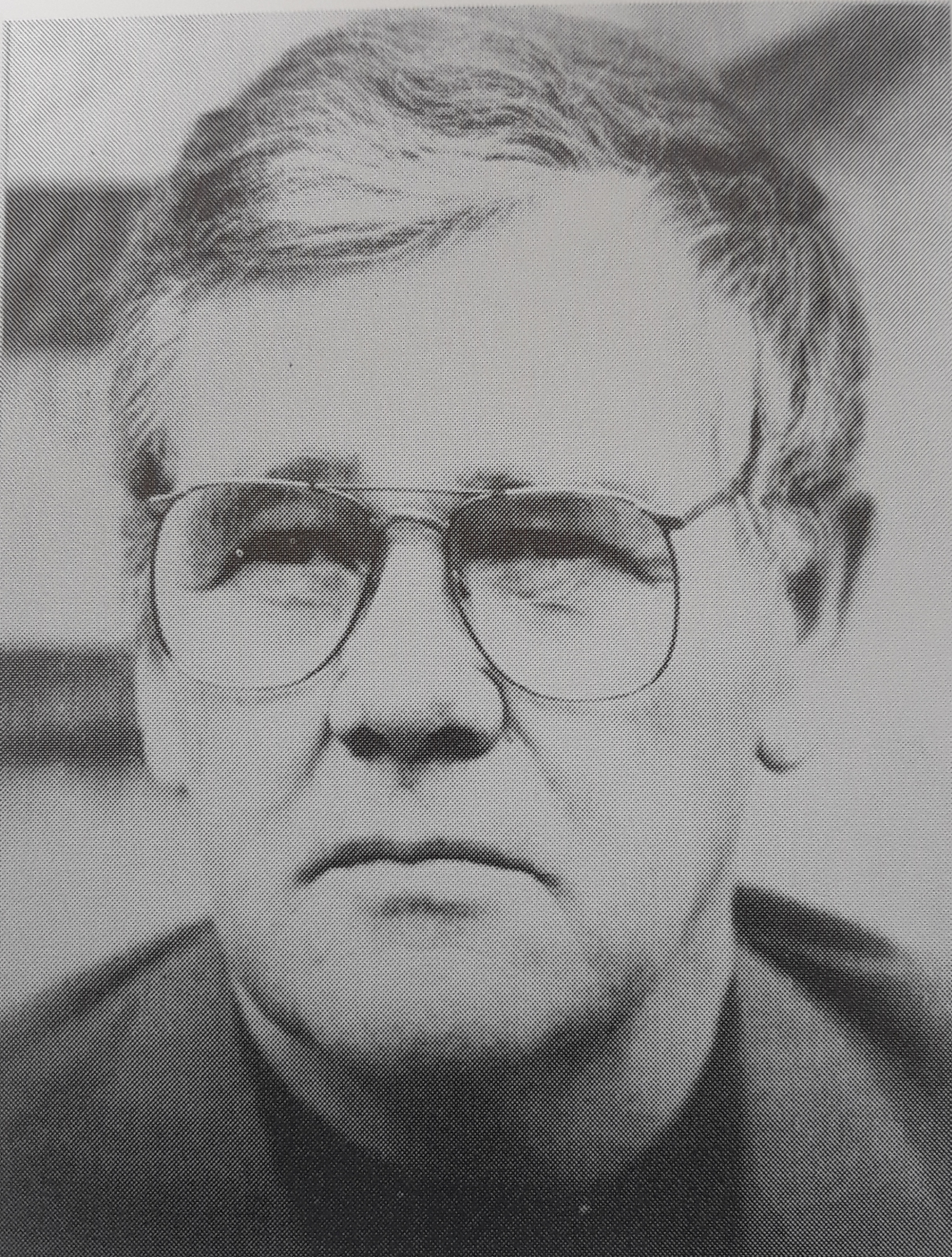
Willi Baumeister (1981)

Willi Baumeister (* 26. August 1927 in Falkenberg, Niederbayern; † 1. März 1997 in Bad Griesbach im Rottal, Niederbayern) war ein deutscher Bildhauer.
Willi Baumeister war ein Vertreter der zeitgenössischen modernen Kunst in Deutschland. Sein Werk zeichnet sich durch eine Vielzahl von Arbeiten in den Bereichen Kunst am Bau, Kunst im öffentlichen Raum und kirchliche Kunst aus.

## Leben
Willi Baumeister wurde 1927 in Falkenberg/Niederbayern als ältester von sechs Geschwistern geboren. Von 1942 bis 1944 absolvierte er eine Ausbildung zum Kunstschmied in Augsburg. Zwischen 1944 und 1945 wurde er zum Segelflieger und Flugzeugführer ausgebildet. Im April 1945 (im Alter von 18 Jahren) wurde er als Fallschirmjäger nach Holland in den Krieg geschickt und schwer verwundet. Er verbrachte vier Monate im Lazarett und danach in Kriegsgefangenschaft.
Von 1946 bis 1948 machte er eine Umschulung zum Schlosser und arbeitete von 1948 bis 1953 in verschiedenen kunsthandwerklichen Betrieben.
Niemals verlor er sein eigentliches Ziel – die Kunst – aus den Augen und suchte nach einer Möglichkeit sein handwerkliches Können mit einem Studium zu verbinden.
Von 1955 bis 1962 studierte er an der damaligen Kunstgewerbeschule in Bern (heutige Hochschule der Künste Bern (HKB)) und arbeitete in einem kunstgewerblichen Betrieb. 1963 kehrte er nach Bayern zurück und war bis zu seinem Tod 1997 als freischaffender Künstler tätig.

## Werk (Auszug)
Willi Baumeister vertrat die von Bauhaus-Gründer Walter Gropius geprägte These, dass Kunst und Handwerk nicht voneinander zu trennen und Künstler „eine Steigerung des Handwerks“ seien.
Er arbeitete mit verschiedensten Materialien wie z. B. Kupfer, Bronze, Stein und Glas und setzte seine gestalterischen Ideen stets mittels eigener handwerklicher Fähigkeiten um.

### Kirchliche Kunst

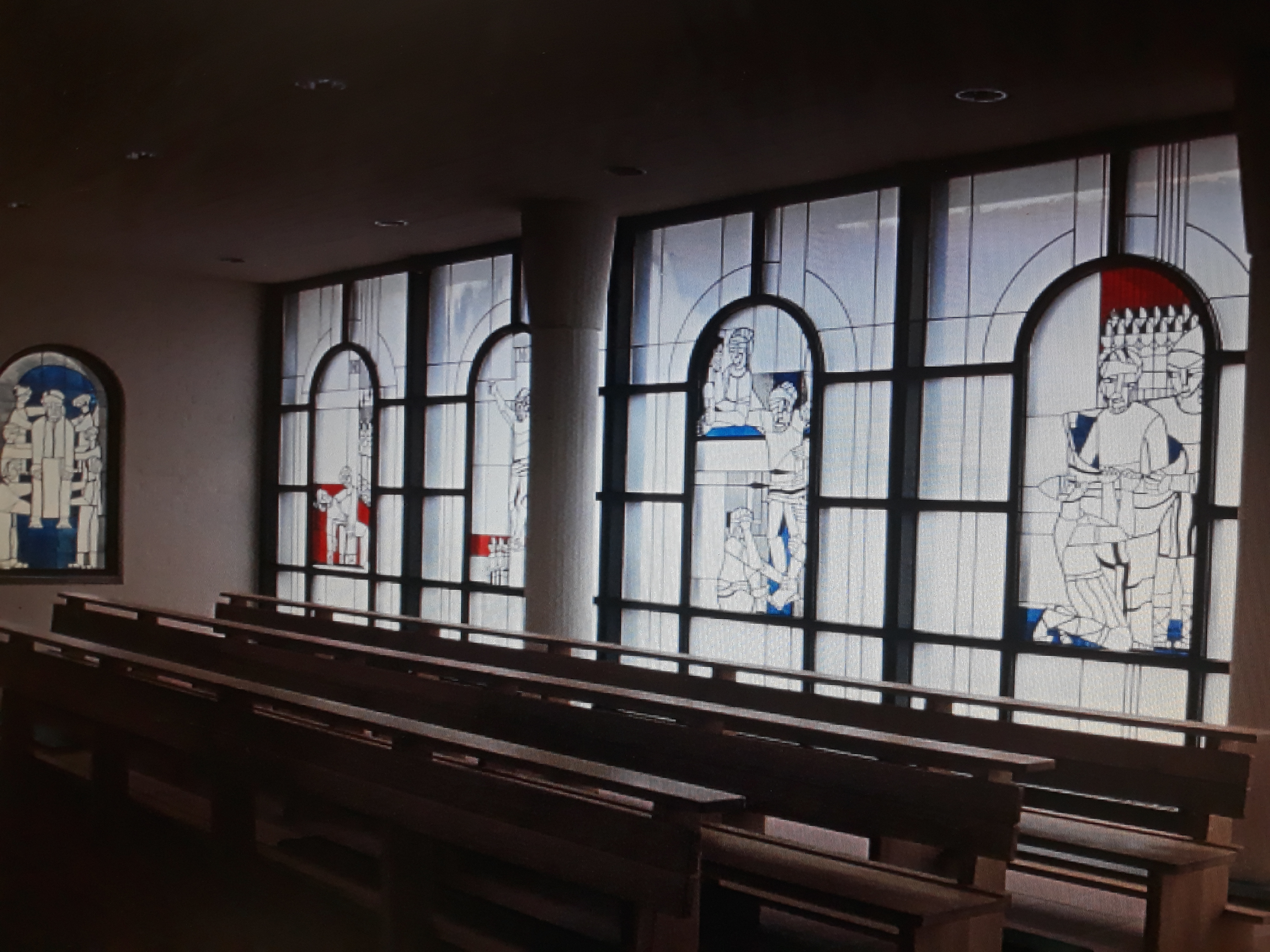
Kirchenfenster Landshut Altdorf

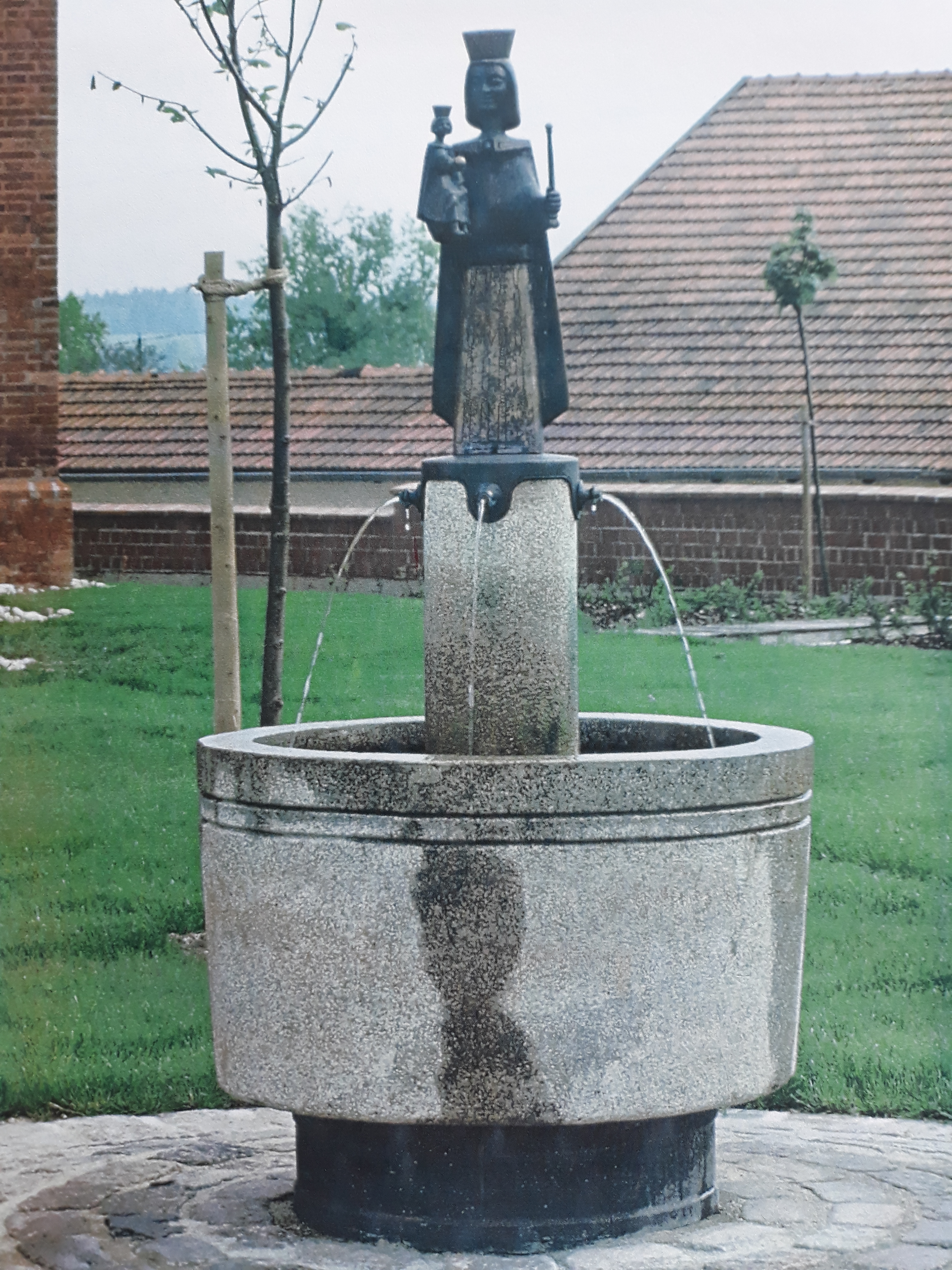
Marienbrunnen Hebertsfelden

- 1966: „Christophorus“, Kupfer getrieben mit Zinn beschmolzen, 200 × 100 cm
- 1970: Leuchter, Altenheim-Kapelle Mühldorf am Inn, Bronze patiniert
- 1972: „Madonna“, Kupfer getrieben mit Zinn beschmolzen, 250 × 125 cm
- 1973: Portal, Pfarrkirche Zell, Kupfer[2]
- 1976: Altenheim-Kapelle Pfarrkirchen, Gesamtgestaltung, Kapellenfenster, Glas, 250 cm × 140 cm, Eingangstüren, Glas, 240 cm × 110 cm[3]
- 1977: Marienbrunnen, Pfarrkirche Hebertsfelden, Granit mit Bronzefigur, patiniert
- 1979: Portale, Pfarrkirche Eggenfelden, Kupfer patiniert[4]
- 1984: St. Nikola (Neu-St.Nikola), Landshut – Altdorf (Niederbayern)[5]

14 Kirchenfenster, Glas à 340 cm × 220 cm, Kreuzwegstationen
2 Kirchenfenster, Glas à 340 cm × 220 cm, Inschrift
- 1986: 15 Kreuzwegstationen, Relief, Bronze patiniert
- 1992: Taufstein, Kirche Kirchberg, Marmor/Bronze patiniert mit geschliffenem Bergkristall[6]
- 1993: St. Michael, Kirchberg, Kirchenportal, Bronze patiniert[7] Turmkreuz mit Hahn Bronze patiniert[8]

### Kunst am Bau

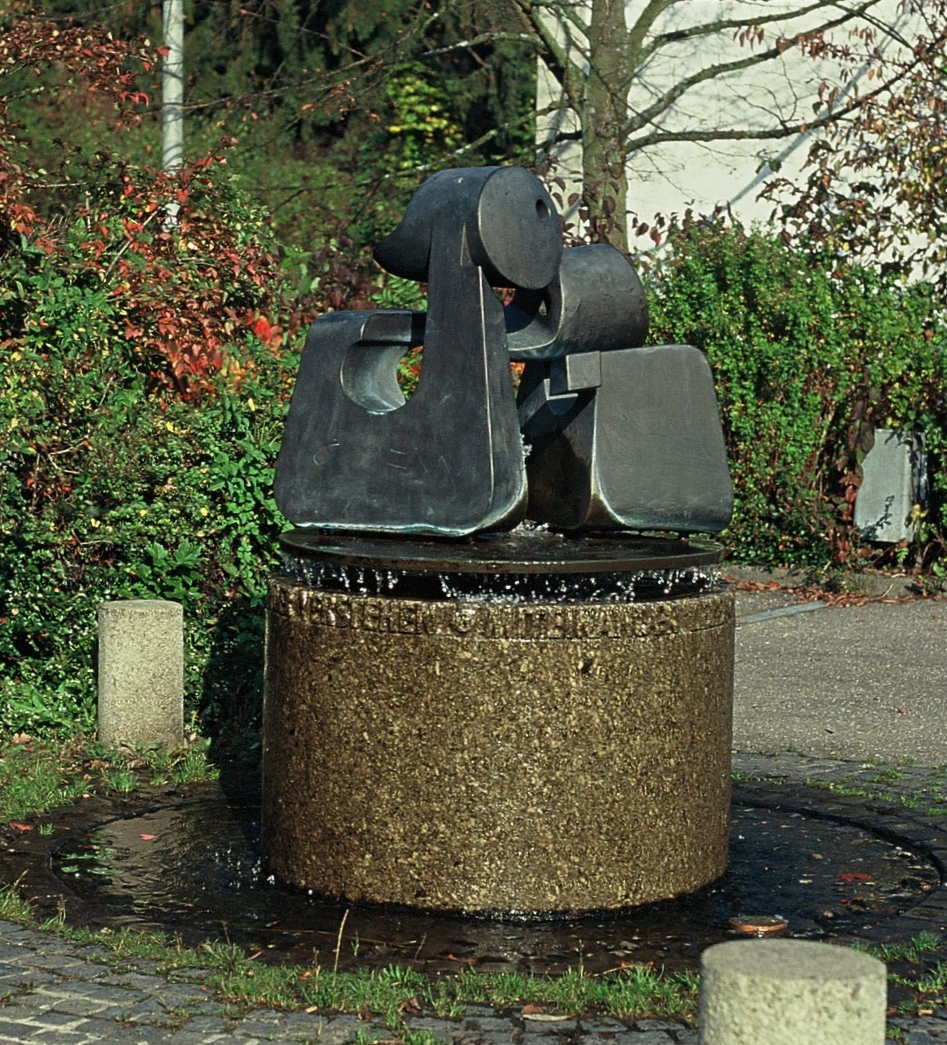
Entenbrunnen, Johannes-Still-Schule Eggenfelden

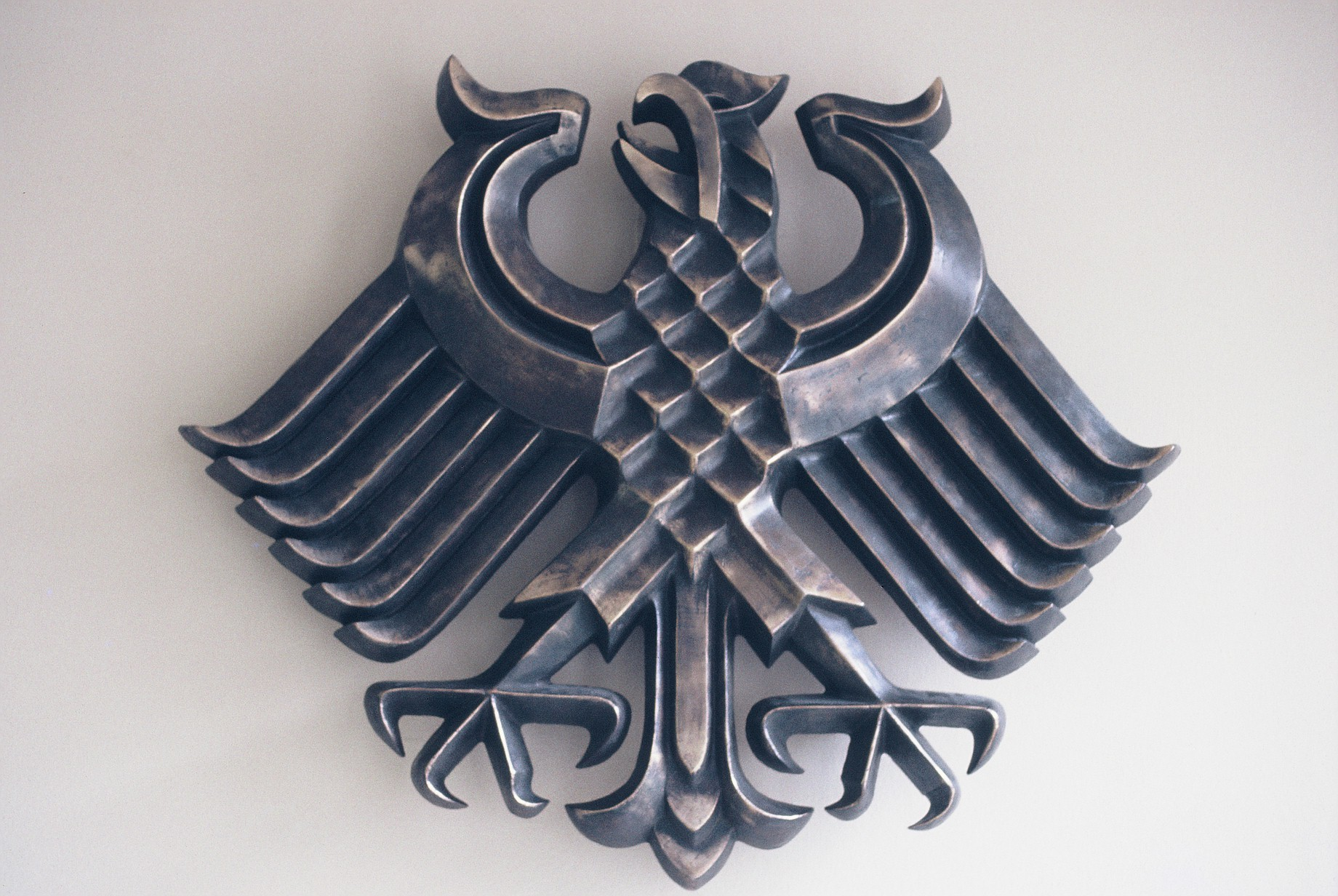
Bundesadler Grenzübergang Passau Suben

- 1970: Brunnen, Hauptschule Weichshofen, Kernstein, Muschelkalk, 250 cm
- 1970: Aula, Hauptschule Vilsbiburg, 20 Betonreliefs (Kreis, Dreieck, Rechteck), je 150 cm × 143 cm
- 1971: Gänsebrunnen, Heim für behinderte Kinder, Pocking, Granit, Bronze patiniert
- 1972: Wappen und Schriftblock, Dreifach-Turnhalle Moosburg an der Isar, Beton
- 1972: Brunnen, Innenhof des Hörgeschädigten – Zentrums Straubing, Wachenzeller Dolomit, 175 cm × 175 cm
- 1972: Keramikwand, Verbandsschule Bad Birnbach, 750 cm × 350 cm
- 1972: Brunnen und Gesamtgestaltung, Dorfplatz, Postmünster
- 1973: Brunnen, Krankenhaus Dingolfing, Muschelkalk, 250 cm[9]
- 1979: Wappen Arnstorf, Rathaus, Bronze patiniert, 85 cm × 75 cm
- 1979: Brunnen, Entenpaar, Sonderschule Eggenfelden, Granit, Bronze patiniert[10]
- 1979: Brunnen, Verbands- und Hauptschule Arnstorf, gestaltet mit alten Mahlsteinen[11]
- 1982: Raumgestaltung, Sparkasse Rottal-Inn, Edelstahl und Opalescentglas
- 1983: Bundesadler, Autobahnzollstelle Suben, Bronze patiniert, 160 cm × 140 cm
- 1986: Stele, Städtischer Bauhof Eggenfelden, Beton, 230 cm
- 1986: Ähren-Brunnen, Staatliches Landwirtschaftliches Bildungszentrum Pfarrkirchen, Granit, Bronze patiniert, 350 cm
- 1987: Fenster, Eingangsbereich Rathaus Altdorf, Glas, 160 cm × 260 cm

### Kunst im öffentlichen Raum

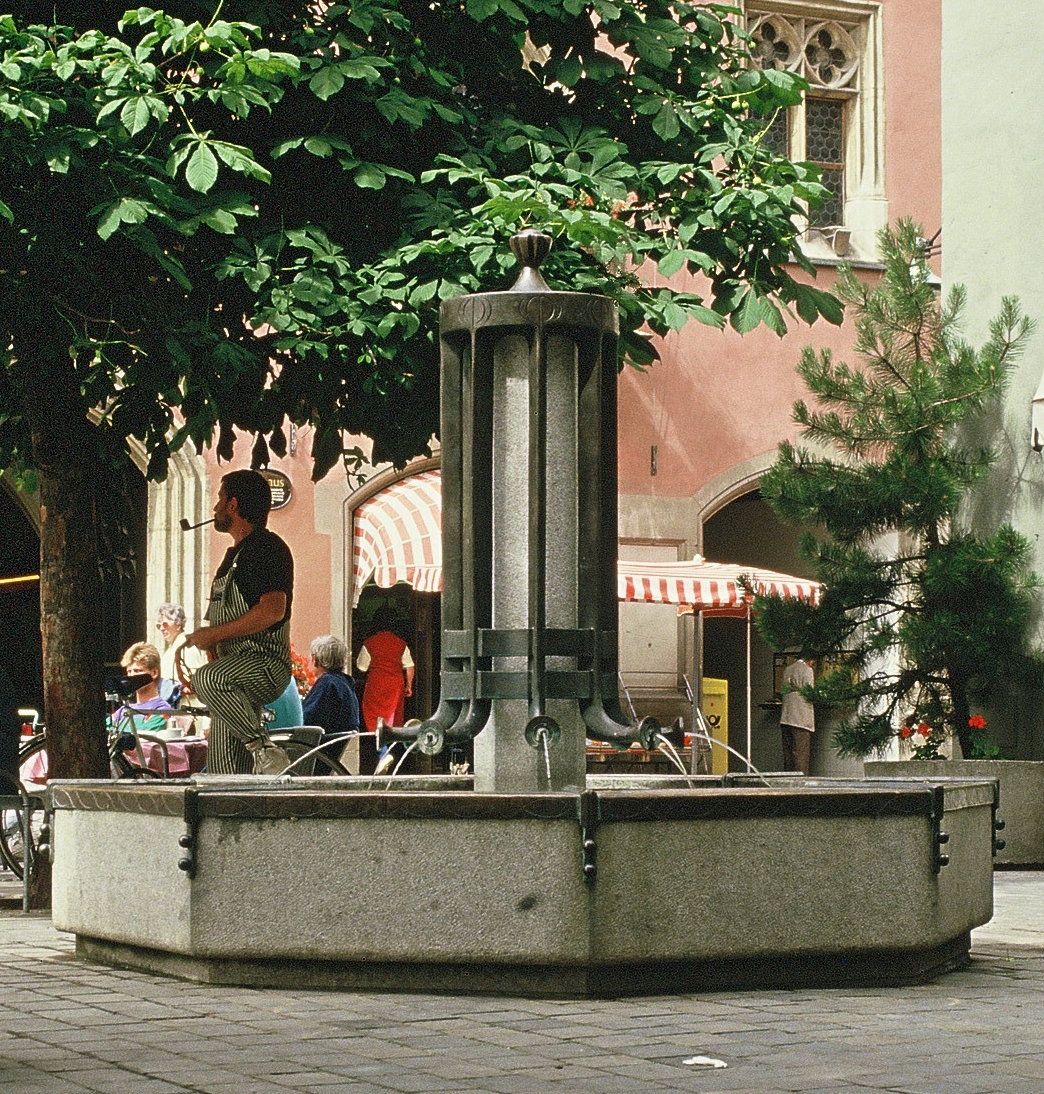
Brunnen Straubing Stadtplatz

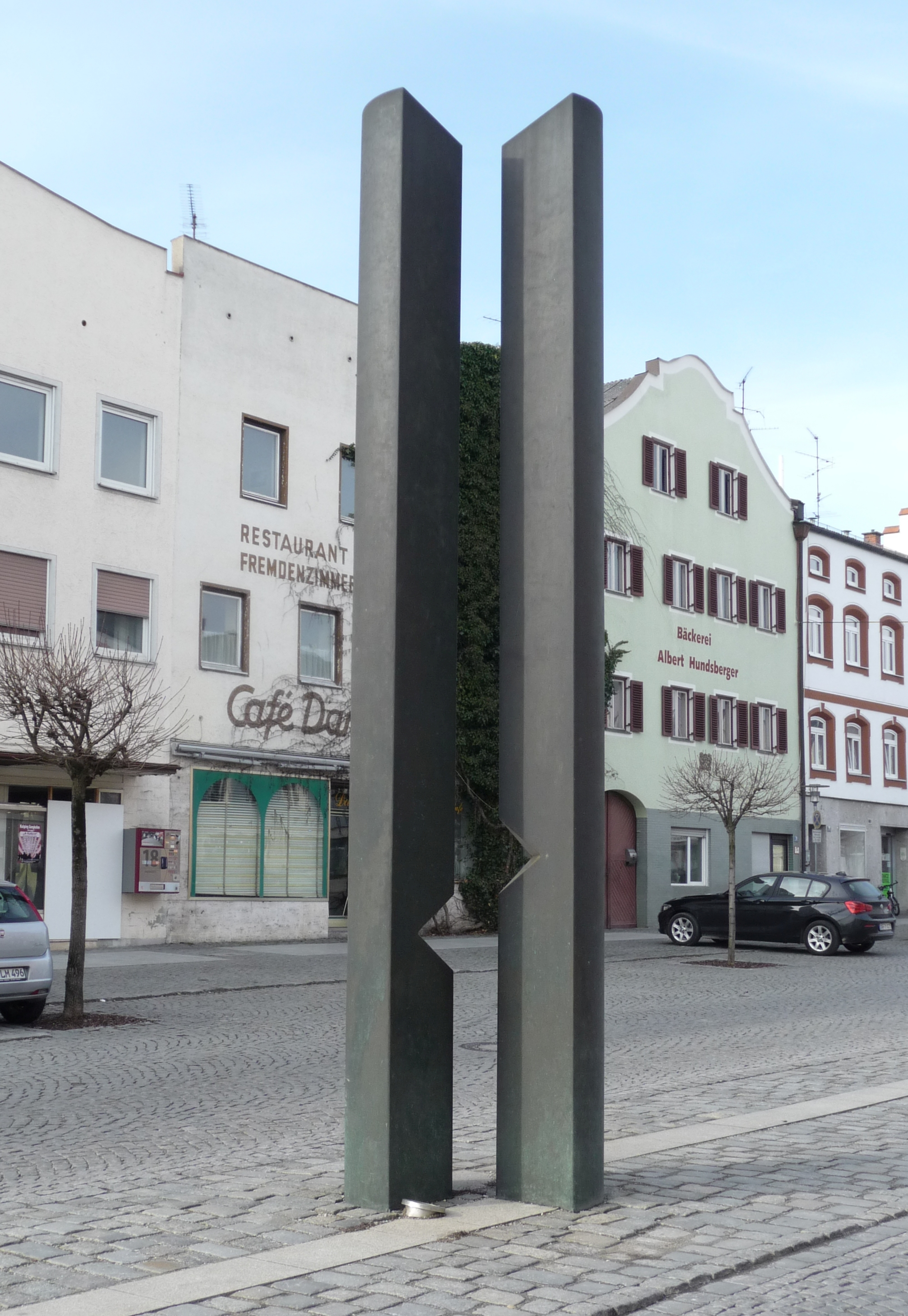
Begegnung, Marktplatz Gangkofen

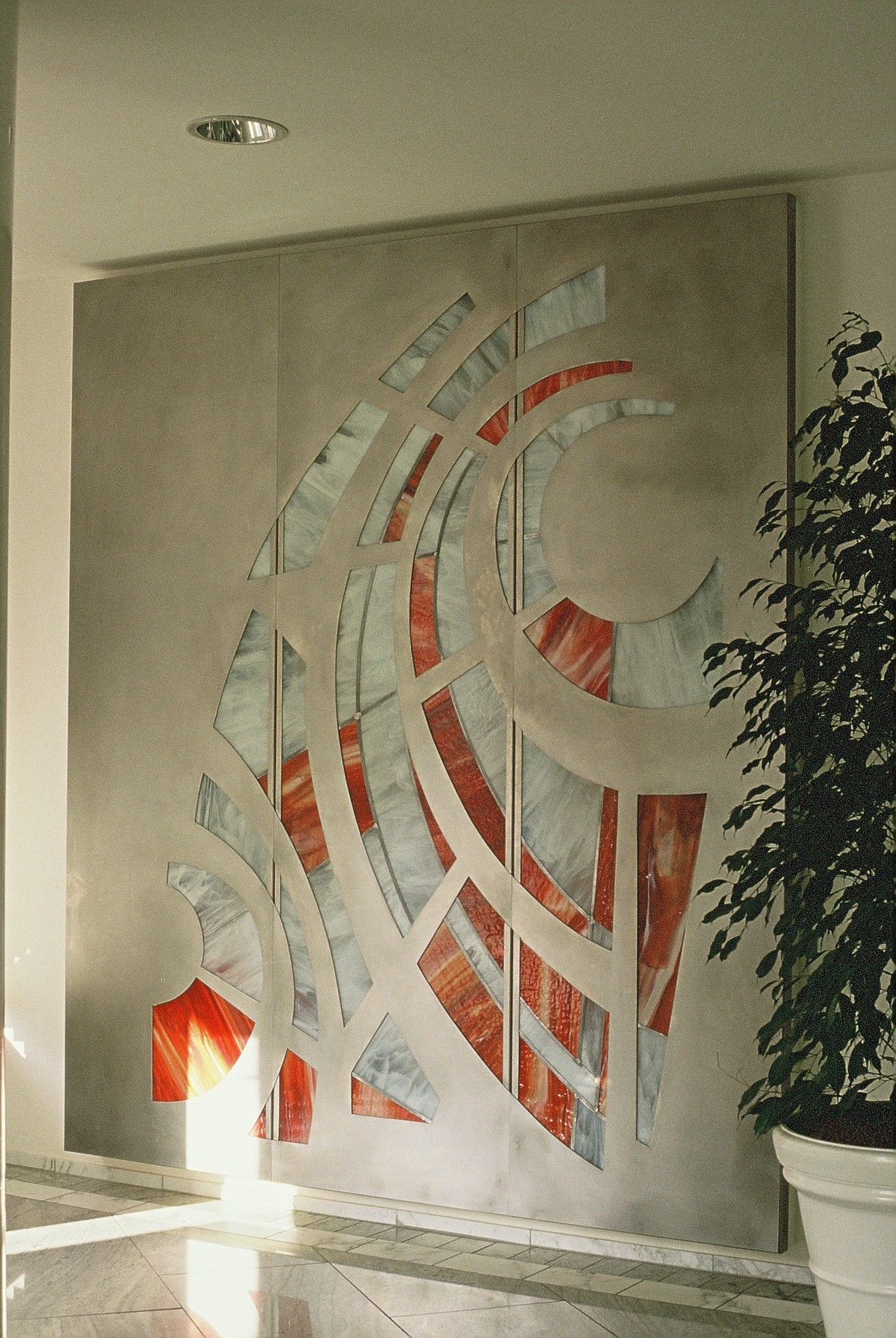
Aufsteigende Sonne, Raiffeisenbank Arnstorf

- 1964: Fischbrunnen am Stadttor, Eggenfelden[1] Muschelkalk Bronze patiniert Wandrelief[12]
- 1971: Denkmal Flurbereinigung, Rimbach (Landkreis Rottal-Inn), Wachenzeller Dolomit, 210 cm[13]
- 1973: Stele Rott-Speichersee, Postmünster, Wachenzeller Dolomit, Bronze patiniert
- 1973: Gesamtgestaltung Kriegerdenkmal, Loiching/Dingolfing, Einbeziehung einer vorhandenen Glocke aus dem Dreißigjährigen Krieg
- 1974: Hochwasser-Denkmal, Neuhaus am Inn, Wachenzeller Dolomit, 300 cm[14]
- 1974: Relief „Soll und Haben“, Sparkasse Rottal-Inn, Aluminium, 240 cm × 175 cm
- 1974: Brunnen und Gestaltung, Anlage Eggenfelden, Kirchheimer Muschelkalk, 170 cm × 130 cm[15]
- 1977: Brunnen, Schönberg (Niederbayern), Kirchheimer Muschelkalk, 125 cm × 110 cm
- 1978: Brückenfigur St. Wolfgang, Hebertsfelden, Wachenzeller Dolomit, 250 cm[16]
- 1978: Skulptur „Element I“, Kreisverkehr Oettinger Strasse Eggenfelden[17]
- 1979: Künstlerische Gestaltung Außenbereich Verwaltungsgebäude Bulthaup Küchen, Skulptur, Bronze patiniert, 350 cm
- 1979: Dorfbrunnen Obertrennbach, Granittrog mit patiniertem Bronze-Wassergeber
- 1979: Skulptur „Aufstrebend II“, Schellenbruckplatz Eggenfelden, Bronze patiniert, 325 cm[18]
- 1980: Stele Hochwasserschutz, Oberndorf, Kelheimer Marmor, 210 cm
- 1981: Brunnen „D’Wirtsgäns“ als Geschenk an Heimatdorf Reicheneibach, Bronze patiniert, Gesamthöhe 170 cm
- 1983: Fischerbrunnen Theresienplatz, Straubing, Granit und Bronze patiniert, 250 cm Durchmesser[19]
- 1984: Gedenkrelief, Gründer Thermalbad Füssing GmbH, Bad Füssing, Bronze patiniert, 100 cm × 75 cm
- 1987: Skulptur „Standpauke“ Schellenbruckplatz Eggenfelden Bronze patiniert 250 cm[20]
- 1987: Skulptur „Element II“, Schellenbruckplatz Eggenfelden, Bronze patiniert, 250 cm[21]
- 1989: Brunnen und Platzgestaltung, Rottaler Volksbank Wurmannsquick, Granit, Bronze patiniert[22]
- 1991: Brunnen Pausenhof, Schule Hebertsfelden, Granit, Bronze patiniert[23]
- 1991: Skulptur „Begegnung“ Marktplatz Gangkofen Bronze patiniert 600 cm[24]
- 1992: „Aufsteigenden Sonne“, Raiffeisenbank Arnstorf, Edelstahl mit Opalescentglas, 250 cm × 220 cm
- 1992: „Freundschafts-Brunnen“, Rathaus Simbach am Inn, Granit, Bronze patiniert

### Diverse Werke

#### Skulpturen

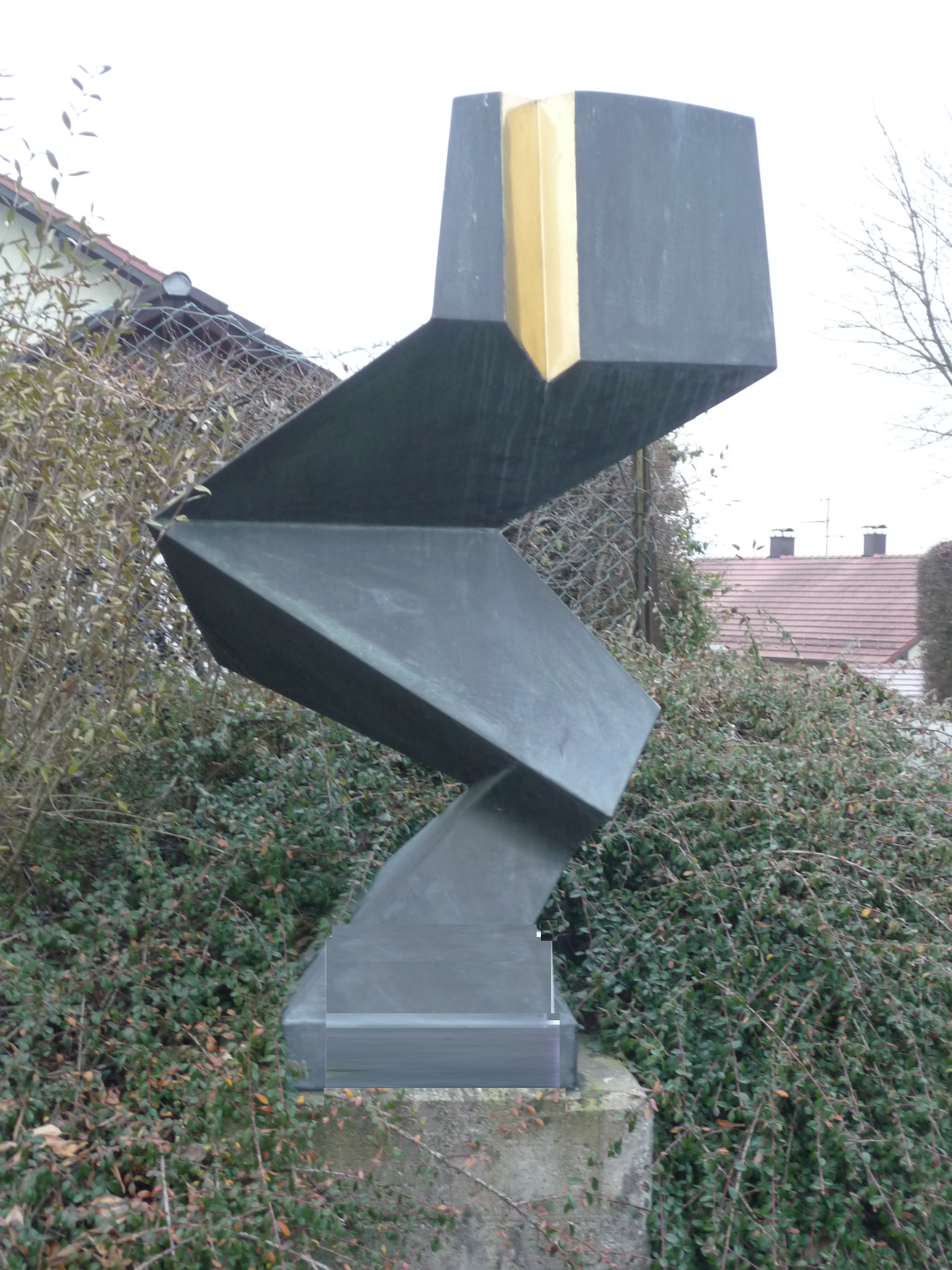
Aufstrebend, IGA München

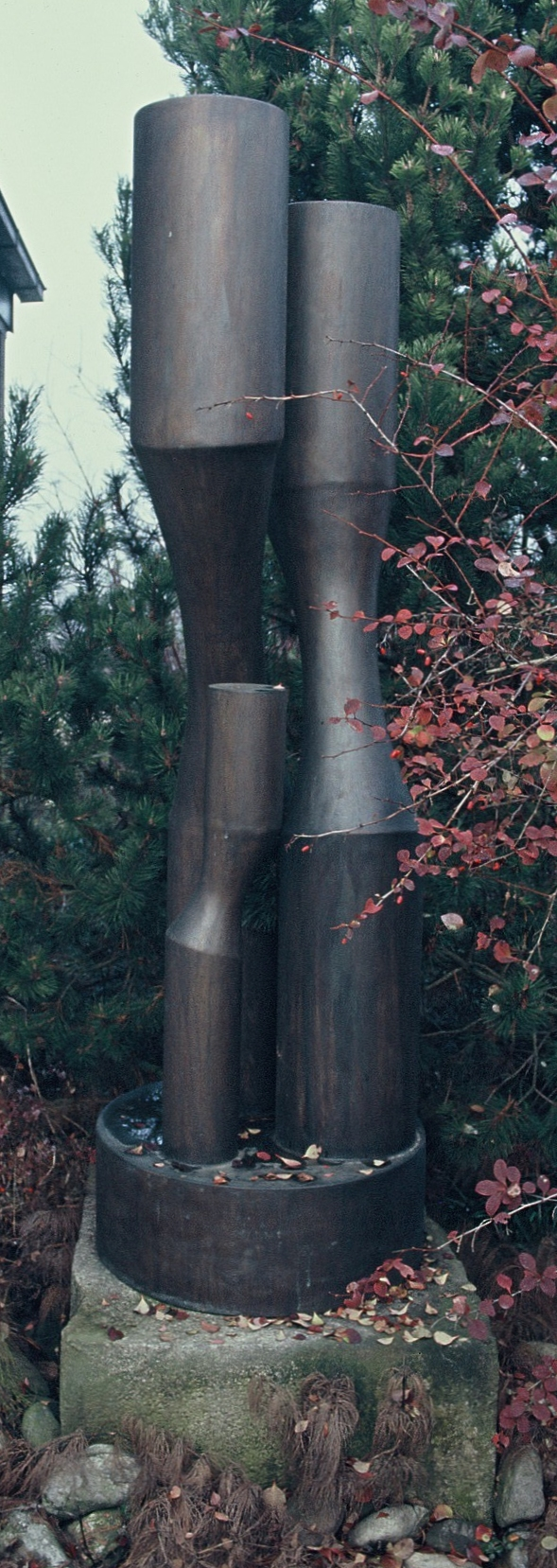
Familie

- 1970: „Das Geheimnis“, Kupfer patiniert, 180 cm
- 1970: „Umschlungen“, Kupfer patiniert, 200 cm
- 1970: „Verbindung“, Kupfer patiniert, 27 cm
- 1971: „Diskussion“, Modell Aluminium, 20 cm
- 1972: „Aufstrebend“ (IGA München), Bronze patiniert 210 cm
- 1975: „Das große Visier“, Kupfer patiniert, 237 cm × 171 cm
- 1976: „Mann und Hund“, Kupfer patiniert, 220 cm
- 1977: „Konvex“, Kupfer patiniert, 70 cm × 60 cm
- 1978: „Unterbrochener Kreis“, Kupfer patiniert, 210 cm × 115 cm
- 1980: „Adam und Eva“, Bronze patiniert, 210 cm × 125 cm
- 1983: „Quellenbaum“, Bronze patiniert, 35 cm
- 1984: „Blume“, Bronze patiniert, 35 cm
- 1984: „Familie“, Bronze patiniert, 205 cm
- 1988: „Verbindung“, Marmor, Bronze patiniert, 175 cm × 48 cm
- 1989: „Begegnung“, Marmor, Bronze patiniert, 110 cm
- 1990: „Entfaltung“, Bronze patiniert, 60 cm
- 1990: „Durchblick“, Bronze patiniert, 80 cm
- 1991: „Windspiel“, Bronze patiniert, 47 cm
- 1992: „Thermometer der Künstler“, Bronze patiniert. 61 cm
- 1992: „Knospe“, Edelstahl, 51 cm
- 1992: „Kreuz-Blume“, Bronze patiniert, anpoliert mit Opalescentglas, 60 cm
- 1993: „Aufgebrochen“ (Dreieck + Viereck), Bronze patiniert, 285 cm

#### Reliefs

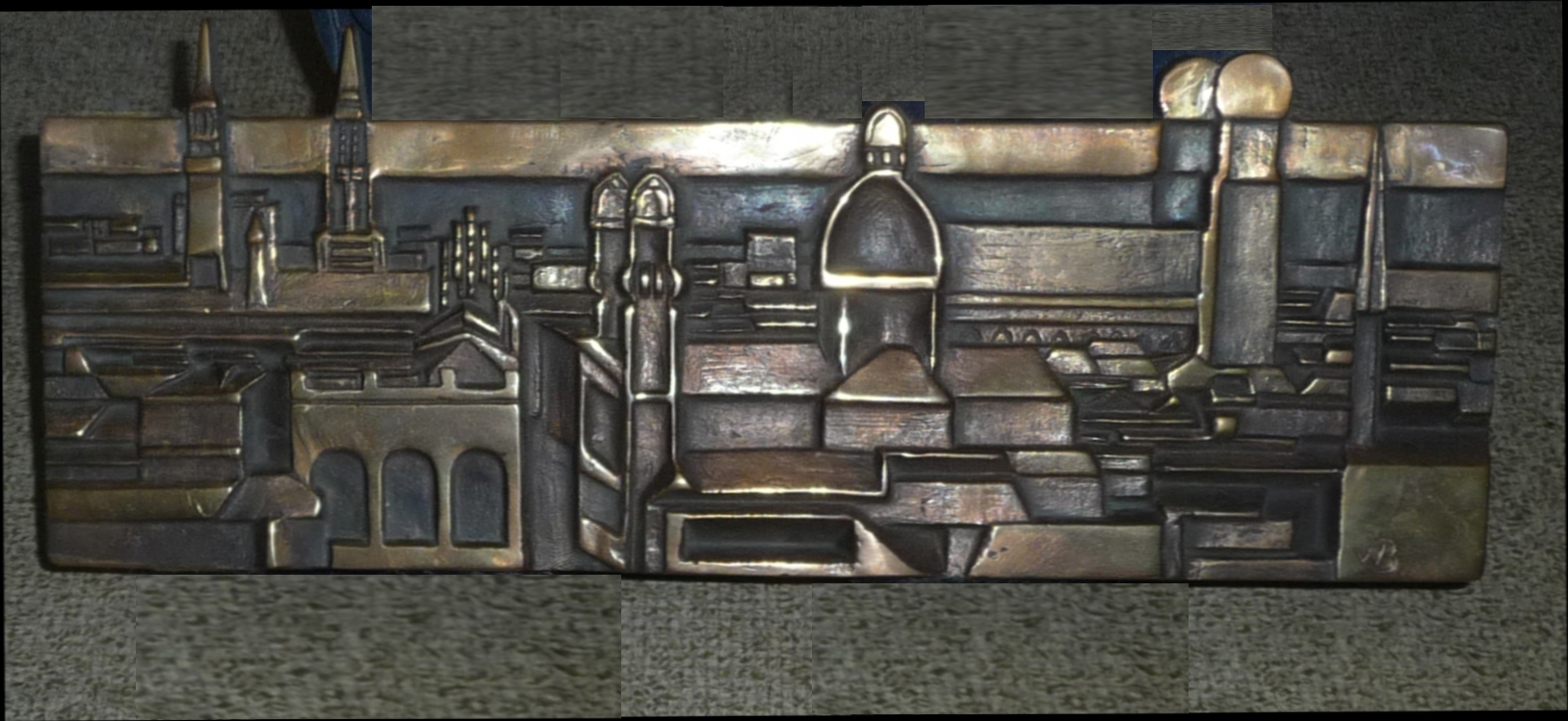
Relief München

- 1972: „Aufgehende Sonne“, Bronze patiniert, 28 cm × 83 cm
- 1974: „München“, Kupfer getrieben, patiniert, 200 cm × 65 cm
- 1974: „Soll und Haben“, Standrelief, Bronze patiniert, 58 cm × 33 cm
- 1976: Formreihe 1–10, Bronze patiniert, anpoliert, 20 cm × 20 cm
- 1976: „Kreis - Dreieck - Rechteck“, Bronze patiniert, anpoliert, 20 cm × 20 cm
- 1976: „Glotzende Rindviecher“, Bronze patiniert, 68 cm × 44 cm
- 1986: Kreuzweg (15 Stationen), Bronze patiniert, 40 cm × 40 cm
- 1992: „Aufgehende Sonne“, Aluminium, 25 cm × 60 cm

#### Gemälde/Zeichnungen
- Altstadtmotiv Bern, Kugelschreiber-Skizze
- Porträts, Bleistift
- Blumen, Ölgemälde, 27 cm × 74 cm
- Emmentaler Bauernhaus, Ölgemälde, 38 cm × 59 cm

### Ausstellungen (Auszug)
- 1972: München, Galerie der Künstler, Bayerische und deutsche Künstler heute
- 1976: Bern, Kunsthalle Bern, Gottfried Keller und einige seiner Schüler
- 1979–1993: Regensburg, Große ostbayerische Kunstausstellung
- 1980: München, Galerie der Künstler im Rathaus, Mensch und Umfeld 1980
- 1983: München, IGA München, Skulptur Aufstrebend
- 1987: München, Bayerisches Staatsministerium
- 1989: München, Bayerische Landesbank, Sonderausstellung Kunst am Bau
- 1990: München, Deutsche Gesellschaft für christliche Kunst, Ausstellung zum Aschermittwoch der Künstler
- 2007: Eggenfelden, Ausstellung Willi Baumeister zum 10. Todestag, Schlossökonomie-Gern
- 2022: Eggenfelden, 50 Jahre Kunst im Landkreis, Gotischer Kasten, Eggenfelden